# 松平忠英
松平 忠英（まつだいら ただつね）は、江戸時代後期の信濃国上田藩の世嗣。官位は左衛門佐。

## 略歴
4代藩主・松平忠済の長男として誕生した。
文化7年（1810年）、家督を継ぐことなく早世した。忠英死後、嫡子の座をめぐって御家騒動が起こり、藩主・忠済は分家の忠学を養子に迎えた。